# روزهای گذشته (فیلم)
روزهای گذشته یک فیلم بلند رنگی محصول کشور اتحاد جماهیر شوروی است که در سال ۱۹۶۹ توسط کارگردان یولداش آزاموف در استودیوی ازبک فیلم فیلمبرداری شد. این فیلم اقتباسی است از اولین رمان ازبکی به همین نام اثر عبدالله کادری. این فیلم برای اولین بار در ۱۱ می ۱۹۷۰ به نمایش درآمد.